# Cmentarz wojenny nr 218 – Bukowa
Cmentarz wojenny nr 218 w Bukowej (niem. Kriegerfriedhof Nr. 218) – cmentarz wojenny z I wojny światowej, należący do grupy zachodniogalicyjskich cmentarzy wojennych. Jedno z miejsc pochówku poległych podczas walk pod Brzostkiem z 7 maja 1915 r. Wśród 163 żołnierzy spoczęła tu grupa oficerów i kadetów.
Ma powierzchnię ok. 37 arów, został utworzony na nieregularnym planie i otoczony ogrodzeniem z metalowych rur na betonowych słupkach. Grupy mogił łączy sieć serpentynowych alejek. Został zaprojektowany przez Michaela Matscheko Rittera von Glasnera.

## Historia
Okoliczne cmentarze wojenne były tworzone w latach 1916–1917 dla poległych w czasie I wojny światowej żołnierzy. Budował je Oddział Grobów Wojennych w Krakowie, do prac zatrudniano jeńców wojennych, których nadzorowało wojsko austriackie. Bukowa znajdowała się w V Okręgu „Pilzno”, obejmującym cały powiat pilzneński. Kierownictwo artystyczne powierzono tu Gustavowi Rossmannowi.
W dwudziestoleciu międzywojennym cmentarzami opiekował się Referat Grobownictwa Wojskowego Okręgowej Dyrekcji Robót Publicznych w Krakowie. Po II wojnie światowej większość z nich, pozbawiona opieki, została zaniedbana i zdewastowana przez ludność, której niemieckie napisy kojarzyły się z okupacją hitlerowską. W 1988 r. J. Drogomir, wypełniający kartę ewidencyjną, odnotował, że większość ogrodzenia i ściana pomnikowa uległy zniszczeniu, a całe założenie cmentarne zarosło roślinnością, przez co zatarł się system alejek.
Po zmianach ustrojowych w Polsce pod koniec XX w. cmentarze ponownie otoczono opieką. Cmentarz nr 218 przeszedł kilka remontów: w latach 1995–1996, w 2003 r. (ze środków Rady Ochrony Pamięci Walk i Męczeństwa) oraz w latach 2019–2020 (z budżetu Urzędu Marszałkowskiego Województwa Podkarpackiego). Odbudowano ścianę pomnikową i wykonano nowe ogrodzenie, a także uzupełniono brakujące krzyże i tabliczki nagrobne.
Zabytkiem zarządza Urząd Gminy Brzostek.

## Pochowani
Dokumentacja austriacka wskazuje, że na cmentarzu pochowano 163 żołnierzy: 140 austro-węgierskich, jednego niemieckiego i 22 rosyjskich. Spośród nich 138 zostało zidentyfikowanych. Ukazuje to, jak duży wysiłek musieli włożyć nacierający Austriacy w zdobycie wzgórza. Polegli austro-węgierscy żołnierze należeli głównie do 98 Pułku Piechoty. Byli to głównie żołnierze landsturmu, czyli trzeciego rzutu mobilizacyjnego skupiającego mężczyzn najmniej zdolnych do służby wojskowej, polegli podczas walk pod Brzostkiem 7 maja 1915 r. Większość nazwisk ma brzmienie czeskie i słowackie oraz polskie. Niemieckie nazwiska należą do poległych strzelców.
Według podań mieszkańców wsi przed forsowaniem Wisłoki do austriackiego pułku, który miał nacierać na wzgórza nad Bukową, przybyło kilkunastu kadetów na ostatni staż przed promocją oficerską. Zostali wyznaczeni do ataku i cała grupa poniosła śmierć. Żandarmeria miała rzekomo prowadzić w tej sprawie dochodzenie, usunięto dowódcę pułku.
Zachowany plan cmentarza sprzed jego odtworzenia oraz wykazy pochowanych zawierały niejasne i sprzeczne dane. Źródła wskazują, że na cmentarzu znajdowało się 158 mogił. J. Drogomir opublikował wykaz po przeprowadzeniu analizy źródeł i badań w terenie.
| Armia            | Stopień wojskowy                  | Imię                              | Nazwisko                          | Jednostka                         | Data śmierci                      |
| ---------------- | --------------------------------- | --------------------------------- | --------------------------------- | --------------------------------- | --------------------------------- |
| austro-węgierska | Ob. Jg.                           | Robert                            | Altmann                           | F.J.B. 12                         | 7.05.1915                         |
| austro-węgierska | Res. Jg.                          | Alois                             | Baran                             | F.J.B. 12                         | 7.05.1915                         |
| austro-węgierska | Lst.                              | Josef                             | Bartosz                           | I.R. 98                           | 7.05.1915                         |
| austro-węgierska | Kpl.                              | Johann                            | Bednař                            | I.R. 98                           | 7.05.1915                         |
| austro-węgierska | Lst.                              | Johann                            | Benes                             | I.R. 98                           | 7.05.1915                         |
| austro-węgierska | Res. Kdtt.                        | Aleksander                        | Bergmann                          | I.R. 98                           | 7.05.1915                         |
| austro-węgierska | Lst.                              | Emanuel                           | Binko                             | I.R. 98                           | 7.05.1915                         |
| austro-węgierska | Zgsf.                             | Karl                              | Birnbauch                         | L.I.R. 124/10K.Vien.              | 7.05.1915                         |
| austro-węgierska | Lst.                              | Michael                           | Bratrsovský                       | F.J.B. 2                          | 8.05.1915                         |
| austro-węgierska | Lst.                              | Melichar                          | Buchmüller                        | I.R. 98                           | 7.05.1915                         |
| austro-węgierska | Lst. Inf.                         | Wenzel                            | Buliček                           | I.R. 98                           | 7.05.1915                         |
| austro-węgierska | Jg.                               | Alois                             | Burian                            | F.J.B. 12                         | 7.05.1915                         |
| austro-węgierska | Lst.                              | Franz                             | Charvát                           | I.R. 98                           | 7.05.1915                         |
| austro-węgierska | Lst.                              | Bretislaw                         | Cón                               | F.J.B. 12                         | 7.05.1915                         |
| austro-węgierska | Gft.                              | Josef                             | David                             | I.R. 98                           | 7.05.1915                         |
| austro-węgierska | Lst.                              | Franz                             | Demel                             | I.R. 98                           | 7.05.1915                         |
| austro-węgierska | Lst.                              | Johann                            | Dittrich                          | I.R. 98                           | 7.05.1915                         |
| austro-węgierska | Lst.                              | Gottard                           | Dostálek                          | I.R. 98                           | 7.05.1915                         |
| austro-węgierska | Lst.                              | Heinrich                          | Dušek                             | F.J.B. 2                          | 7.05.1915                         |
| austro-węgierska | Jg.                               | Karl Adalbert                     | Engelstätter                      | F.J.B. 2                          | 7.05.1915                         |
| austro-węgierska | Lst.                              | Karl                              | Faltus                            | I.R. 98                           | 7.05.1915                         |
| austro-węgierska | Lst.                              | Josef                             | Faltys                            | I.R. 98                           | 7.05.1915                         |
| austro-węgierska | Lst.                              | Josef Dawid                       | Fasimlak                          | I.R. 98                           | 7.05.1915                         |
| austro-węgierska | Res. Inf.                         | Heinrich                          | Felkl                             | I.R. 98                           | 7.05.1915                         |
| austro-węgierska | Lst.                              | Stefan                            | Filip                             | I.R. 98                           | 7.05.1915                         |
| austro-węgierska | Lst.                              | Johann                            | Fišer                             | I.R. 98                           | 7.05.1915                         |
| austro-węgierska | Lst.                              | Johann                            | Fišer                             | I.R. 98                           | 7.05.1915                         |
| austro-węgierska | Jg.                               | Anton                             | Fišera                            | F.J.B. 12                         | 7.05.1915                         |
| austro-węgierska | Zgsf.                             | Rudolf                            | Franzl                            | F.J.B. 12                         | 7.05.1915                         |
| austro-węgierska | Res. Kan.                         | Maximilian                        | Frischer                          | F.H.R. 6                          | 7.05.1915                         |
| austro-węgierska | Zgsf.                             | Eduard                            | Frýda                             | I.R. 98                           | 7.05.1915                         |
| austro-węgierska | Lst.                              | Johann                            | Gleich                            | I.R. 98                           | 7.05.1915                         |
| austro-węgierska | Lst.                              | Jaroslaw                          | Hála                              | I.R. 98                           | 7.05.1915                         |
| austro-węgierska | Gft.                              | Johann                            | Hanisch                           | I.R. 98                           | 7.05.1915                         |
| austro-węgierska | Zgsf. tit. Fldw.                  | Karl                              | Hanisch                           | I.R. 98                           | 9.05.1915                         |
| austro-węgierska | Lst.                              | Adolf                             | Hanzliček                         | I.R. 98                           | 7.05.1915                         |
| austro-węgierska | Lst.                              | Johann                            | Hartmann                          | I.R. 98                           | 7.05.1915                         |
| austro-węgierska | Lst.                              | Vinzenz                           | Hartmann                          | I.R. 98                           | 7.05.1915                         |
| austro-węgierska | Lst.                              | Wilhelm                           | Havelka                           | I.R. 98                           | 7.05.1915                         |
| austro-węgierska | Lst.                              | Josef                             | Havla                             | I.R. 98                           | 7.05.1915                         |
| austro-węgierska | Res. Jg.                          | Karl                              | Hejna                             | F.J.B. 12                         | 7.05.1915                         |
| austro-węgierska | Res. Jg.                          | Johann                            | Hendrych                          | F.J.B. 2                          | 7.05.1915                         |
| austro-węgierska | Lst.                              | Stefan                            | Heuer                             | I.R. 98                           | 7.05.1915                         |
| austro-węgierska | Lst.                              | Ignatz                            | Höher                             | I.R. 98                           | 7.05.1915                         |
| austro-węgierska | Jg.                               | Miroslav                          | Hollas                            | F.J.B. 2                          | 7.05.1915                         |
| austro-węgierska | Lst.                              | Emil                              | Holubár                           | I.R. 98                           | 7.05.1915                         |
| austro-węgierska | Gfr. tit. Kpl.                    | Franz                             | Hromádka                          | I.R. 98                           | 7.05.1915                         |
| austro-węgierska | Jg.                               | Franz                             | Hudec                             | F.J.B. 12                         | 7.05.1915                         |
| austro-węgierska | Lst.                              | Franz                             | Jeda                              | I.R. 98                           | 7.05.1915                         |
| austro-węgierska | Gfr.                              | Ferdinand                         | Jelinek                           | I.R. 98                           | 7.05.1915                         |
| austro-węgierska | Jg.                               | Alfred                            | Jiritschka                        | F.J.B. 12                         | 7.05.1915                         |
| austro-węgierska | Res. Jg.                          | Josef                             | Junger                            | F.J.B. 12                         | 7.05.1915                         |
| austro-węgierska | Jg.                               | Otto Vratislaw                    | Kadilo                            | F.J.B. 2                          | 7.05.1915                         |
| austro-węgierska | Lst.                              | Johann                            | Kaplan                            | I.R. 98                           | 7.05.1915                         |
| austro-węgierska | Ob. Jg. tit. Kpl.                 | Matthäus                          | Kaser                             | F.J.B. 12                         | 7.05.1915                         |
| austro-węgierska | Lst.                              | Alois                             | Kašpar                            | F.J.B. 2                          | 7.05.1915                         |
| austro-węgierska | Res. Gfr.                         | Johann                            | Klaschka                          | I.R. 98                           | 7.05.1915                         |
| austro-węgierska | Lst.                              | Adolf                             | Klinke                            | I.R. 98                           | 7.05.1915                         |
| austro-węgierska | Jg.                               | Josef                             | Knajft                            | F.J.B. 2                          | 7.05.1915                         |
| austro-węgierska | Lst.                              | Josef                             | Knittig                           | I.R. 98                           | 7.05.1915                         |
| austro-węgierska | Lst.                              | Franz                             | Kočava                            | I.R. 98                           | 7.05.1915                         |
| austro-węgierska | Ltn.                              | Wilhelm                           | Kopperl                           | F.J.B. 2                          | 7.05.1915                         |
| austro-węgierska | Lst.                              | Wenzel                            | Kořinek                           | I.R. 98                           | 7.05.1915                         |
| austro-węgierska | Res. Jg.                          | Franz                             | Kraus                             | F.J.B. 12                         | 7.05.1915                         |
| austro-węgierska | tit. Ob. Jg.                      | Vinzenz                           | Krauss                            | F.J.B. 12                         | 7.05.1915                         |
| austro-węgierska | Res. Jg.                          | Josef                             | Krejčik                           | F.J.B. 12                         | 7.05.1915                         |
| austro-węgierska | Res. Jg.                          | Karl                              | Kudláček                          | F.J.B. 12                         | 7.05.1915                         |
| austro-węgierska | Gft.                              | Eduard                            | Küssel                            | I.R. 98                           | 7.05.1915                         |
| austro-węgierska | Lst.                              | Ferdinand                         | Kvapil                            | I.R. 98                           | 7.05.1915                         |
| austro-węgierska | Res. Jg.                          | Franz                             | Lahr                              | F.J.B. 12                         | 7.05.1915                         |
| austro-węgierska | Ut. Offz. S.U.O.                  | Otto                              | Lorenc                            | F.J.B. 12                         | 7.05.1915                         |
| austro-węgierska | Lst.                              | Johann                            | Ludviček (Ludwiček)               | I.R. 98                           | 7.05.1915                         |
| austro-węgierska | Lst.                              | Josef                             | Mach                              | I.R. 98                           | 7.05.1915                         |
| austro-węgierska | Lst.                              |                                   | Macharow                          | I.R. 98                           | 7.05.1915                         |
| austro-węgierska | Lst. tit. Ob. Jg.                 | Franz                             | Malina                            | F.J.B. 12                         | 7.05.1915                         |
| austro-węgierska | Jg.                               | Heinrich                          | Malý                              | F.J.B. 2                          | 7.05.1915                         |
| austro-węgierska | Lst. Inf.                         | Wenzel                            | Malý                              | I.R. 21                           | 7.05.1915                         |
| austro-węgierska | Res. Jg.                          | Josef                             | Marek                             | F.J.B. 12                         | 7.05.1915                         |
| austro-węgierska | Lst.                              | Wenzel                            | Melichar                          | I.R. 98                           | 7.05.1915                         |
| austro-węgierska | Lst.                              | Friedrich                         | Michalec                          | I.R. 98                           | 7.05.1915                         |
| austro-węgierska | tit. Ob. Jg.                      | Johann                            | Müller                            | F.J.B. 12                         | 7.05.1915                         |
| austro-węgierska | tit. Gft.                         | Josef                             | Müller                            | I.R. 98                           | 7.05.1915                         |
| austro-węgierska | Res. Jg.                          | Rudolf                            | Nagel                             | F.J.B. 12                         | 7.05.1915                         |
| austro-węgierska | Lst.                              | Franz                             | Netuschill                        | I.R. 98                           | 7.05.1915                         |
| austro-węgierska | Res. Kdtt.                        | Ernst                             | Neugebauer                        | I.R. 98                           | 7.05.1915                         |
| austro-węgierska | Lst.                              | Franz                             | Novak                             | F.J.B. 2                          | 7.05.1915                         |
| austro-węgierska | Lst.                              | Josef                             | Pařizek                           | I.R. 98                           | 7.05.1915                         |
| austro-węgierska | Lst.                              | Josef                             | Pausewang                         | I.R. 98                           | 7.05.1915                         |
| austro-węgierska | Lst.                              | Franz                             | Pavel                             | I.R. 98                           | 7.05.1915                         |
| austro-węgierska | Lst.                              | Jaroslav                          | Pavliček                          | I.R. 98                           | 7.05.1915                         |
| austro-węgierska | Lst.                              | Ottokar                           | Piša                              | I.R. 98                           | 7.05.1915                         |
| austro-węgierska | Lst.                              | Franz                             | Pokorný                           | I.R. 98                           | 7.05.1915                         |
| austro-węgierska | Lst.                              | Wenzel                            | Prause                            | I.R. 98                           | 7.05.1915                         |
| austro-węgierska | Lst.                              | Franz                             | Ptáček                            | I.R. 98                           | 7.05.1915                         |
| austro-węgierska | Lst.                              | Wenzel                            | Riger                             | I.R. 98                           | 7.05.1915                         |
| austro-węgierska | Lst.                              | Josef                             | Rigo                              | I.R. 98                           | 7.05.1915                         |
| austro-węgierska | Lst.                              | Karl                              | Ryšavý                            | I.R. 98                           | 7.05.1915                         |
| austro-węgierska | Lst.                              | Adalbert                          | Sattler                           | I.R. 98                           | 7.05.1915                         |
| austro-węgierska | Lst.                              | Franz                             | Schejbal                          | I.R. 98                           | 7.05.1915                         |
| austro-węgierska | Lst.                              | Stefan                            | Schenk                            | I.R. 98                           | 7.05.1915                         |
| austro-węgierska | Res. Inf.                         | Hubert                            | Schlesinger                       | I.R. 98                           | 7.05.1915                         |
| austro-węgierska | Lst.                              | Ernst                             | Schöbel                           | I.R. 98                           | 7.05.1915                         |
| austro-węgierska | Lst.                              | Rudolf                            | Scholz                            | I.R. 98                           | 7.05.1915                         |
| austro-węgierska | Res. Jg.                          | Ferdinand                         | Schönhöfer                        | F.J.B. 12                         | 7.05.1915                         |
| austro-węgierska | E.F. Kpl. tit. Fldw.              | Oskar                             | Schreiner                         | I.R. 98                           | 7.05.1915                         |
| austro-węgierska | Lst.                              | Karl                              | Seidlitz                          | I.R. 98                           | 7.05.1915                         |
| austro-węgierska | Lst.                              | Franz                             | Seifert                           | F.J.B. 12                         | 7.05.1915                         |
| austro-węgierska | Lst.                              | Franz                             | Skala                             | I.R. 98                           | 7.05.1915                         |
| austro-węgierska | Offz. Dien.                       | Matthäus                          | Skrober                           | F.H.R. 6                          | 7.05.1915                         |
| austro-węgierska | Ltn.                              | Johann                            | Slavik                            | F.J.B. 2                          | 7.05.1915                         |
| austro-węgierska | Res. Inf.                         | Josef                             | Springer                          | I.R. 98                           | 7.05.1915                         |
| austro-węgierska | E.F. Kdtt. Asp.                   | Miroslaw                          | Stráský                           | F.J.B. 2                          | 7.05.1915                         |
| austro-węgierska | Res. Jg.                          | Franz                             | Strnad                            | F.J.B. 12                         | 8.05.1915                         |
| austro-węgierska | Inf.                              | Alois                             | Struna                            | I.R. 98                           | 7.05.1915                         |
| austro-węgierska | Lst.                              | Johann                            | Suchomel                          | I.R. 98                           | 7.05.1915                         |
| austro-węgierska | Jg.                               | Franz Ferdinand                   | Sühs                              | F.J.B. 2                          | 7.05.1915                         |
| austro-węgierska | Lst.                              | Franz                             | Sýkora                            | I.R. 98                           | 7.05.1915                         |
| austro-węgierska | Res. Jg.                          | Johann                            | Szikora                           | F.J.B. 2                          | 7.05.1915                         |
| austro-węgierska | Inf.                              | Michael                           | Szvagyavin                        | I.R. 98                           | 7.05.1915                         |
| austro-węgierska | Res. Jg.                          | Anton                             | Tecl                              | F.J.B. 12                         | 7.05.1915                         |
| austro-węgierska | Lst. Inf.                         | Johann                            | Telscher (Teltscher)              | I.R. 21                           | 8.05.1915                         |
| austro-węgierska | Res. Jg.                          | Rudolf                            | Tippelt                           | F.J.B. 12                         | 7.05.1915                         |
| austro-węgierska | Lst.                              | Emil                              | Ulrich                            | I.R. 98                           | 7.05.1915                         |
| austro-węgierska | Ltn.                              | Hugo                              | Umann                             | F.J.B. 2                          | 7.05.1915                         |
| austro-węgierska | Lst.                              | Franz                             | Urban                             | F.J.B. 2                          | 7.05.1915                         |
| austro-węgierska | Gft.                              | Josef                             | Válek                             | I.R. 98                           | 7.05.1915                         |
| austro-węgierska | Lst.                              | Josef                             | Vavra                             | I.R. 98                           | 7.05.1915                         |
| austro-węgierska | Lst.                              | Franz                             | Virt                              | I.R. 98                           | 7.05.1915                         |
| austro-węgierska | Inf.                              | Franz                             | Vlachý (Wláchy)                   | I.R. 98                           | 7.05.1915                         |
| austro-węgierska | Res. Jg.                          | Johann                            | Vlček                             | F.J.B. 12                         | 7.05.1915                         |
| austro-węgierska | Lst. Jg.                          | Josef                             | Vodička                           | F.J.B. 12                         | 7.05.1915                         |
| austro-węgierska | Lst.                              | Emil                              | Vożenilek                         | I.R. 98                           | 7.05.1915                         |
| austro-węgierska | Lst.                              | Johann                            | Vrbečký                           | I.R. 98                           | 7.05.1915                         |
| austro-węgierska | Lst.                              | Josef                             | Waschatko                         | I.R. 98                           | 7.05.1915                         |
| austro-węgierska | Lst.                              | Vinzenz                           | Weihs                             | I.R. 98                           | 7.05.1915                         |
| austro-węgierska | Res. Jg.                          | Franz                             | Wiesner                           | F.J.B. 12                         | 7.05.1915                         |
| austro-węgierska | Lst. Inf. tit. Gft.               | Josef                             | Zöfl                              | I.R. 98                           | 7.05.1915                         |
| austro-węgierska | 3 niezidentyfikowanych żołnierzy  | 3 niezidentyfikowanych żołnierzy  | 3 niezidentyfikowanych żołnierzy  | 3 niezidentyfikowanych żołnierzy  | 3 niezidentyfikowanych żołnierzy  |
| pruska           | Lst.                              | Josef                             | Früchtling                        | P.R.I.R. 217                      | 7.05.1915                         |
| rosyjska         | 22 niezidentyfikowanych żołnierzy | 22 niezidentyfikowanych żołnierzy | 22 niezidentyfikowanych żołnierzy | 22 niezidentyfikowanych żołnierzy | 22 niezidentyfikowanych żołnierzy |

## Opis
Cmentarz położony jest na skraju Bukowej, tuż przy drodze krajowej nr 73. Prowadzi do niego gruntowa droga. Tuż obok niej zlokalizowana jest kapliczka słupowa, pełniąca niegdyś rolę latarni dla nekropolii, pierwotnie usytuowanej w zagajniku. Jest przykryta hełmem z blachy cynkowej. Jej górną część zdobią malowidła Alfonsa Karpińskiego, przedstawiające sceny z życia Chrystusa na tle
krajobrazu bitewnego. Dawniej rosła obok niej pomnikowa topola włoska.
Całe założenie ma powierzchnię ok. 37 a. Zostało utworzone na nieregularnym planie, jest ograniczone ogrodzeniem z betonowych słupków połączonych metalowymi rurami z niewielką bramką żelazną z krzyżem wpisanym w kwadrat. Zostało utworzone na stromym, pierwotnie zalesionym stoku. Jego układ jest rozproszony, dostosowany do ukształtowania terenu. Pojedyncze mogiły, umieszczone na tarasach, utworzyły grupy połączone systemem serpentynowych alejek. Różnice poziomów pomagają pokonać schodki. Nagrobki mają formę niskich żeliwnych krzyży z płaskowników krytych łamanymi daszkami z blachy o ząbkowanej krawędzi, projektu Watzala. Są one umieszczone na niskich betonowych cokołach, na niektórych znajdują się emaliowane tabliczki z nazwiskami poległych.
U szczytu stoku, na którym znajduje się cmentarz, wzniesiono z kamienia ścianę pomnikową zwieńczoną krzyżem łacińskim. Umieszczona poniżej tablica zawiera inskrypcję w języku niemieckim: „TRETET ERHOBEN HAUPST AN DIE GRÄBER DER HELDEN / DENKEND DER TAGE DES NIMMER VERGÄNGLICHEN RUHMES, / DER UNSRE FAHNEN ERHÖHT, UNSRE VÖLKER GEADELT / UND UN DIE HERZEN GEHÄMMERT DEN STOLZ UND DIE WÜRDE”. Po polsku: „Z PODNIESIONYM CZOŁEM PRZYSTĄPCIE DO GROBÓW BOHATERÓW / WSPOMINAJĄC DNI NIGDY NIEPRZEMIJAJĄCEJ CHWAŁY, / KTÓRA NASZE SZTANDARY PODNIOSŁA, NASZE SZTANDARY / NOBILITUJĄC I SERCA NAPEŁNIŁA DUMĄ I DOSTOJEŃSTWEM”. Tuż przed ścianą pomnikową znajduje się pięć mogił oficerskich, trzy „leutnantów” – podporuczników i dwa kandydatów na oficerów (kadet i podchorąży).
Projektantem cmentarza jest Michael Matscheko Ritter von Glasner.

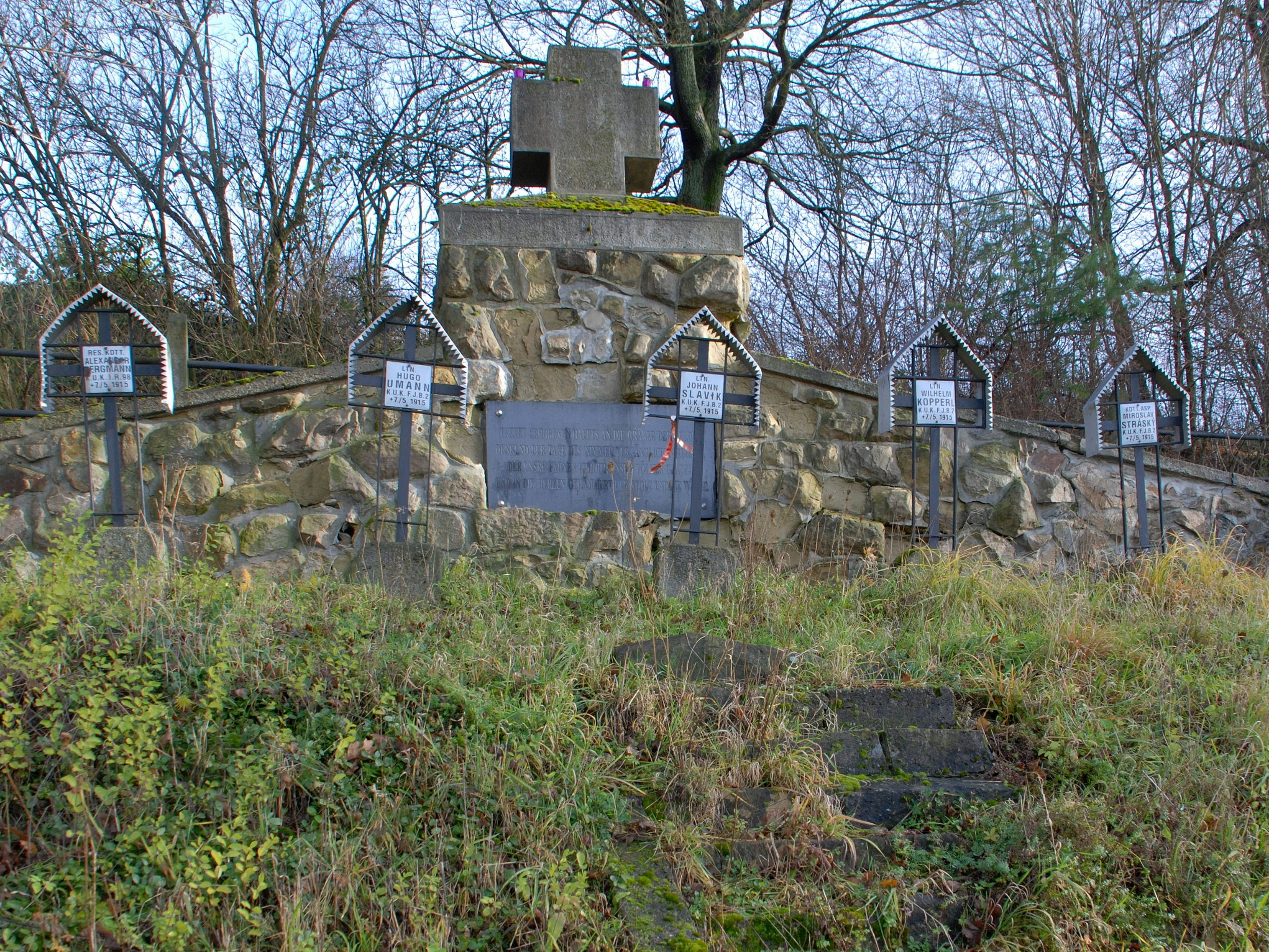
Pomnik centralny
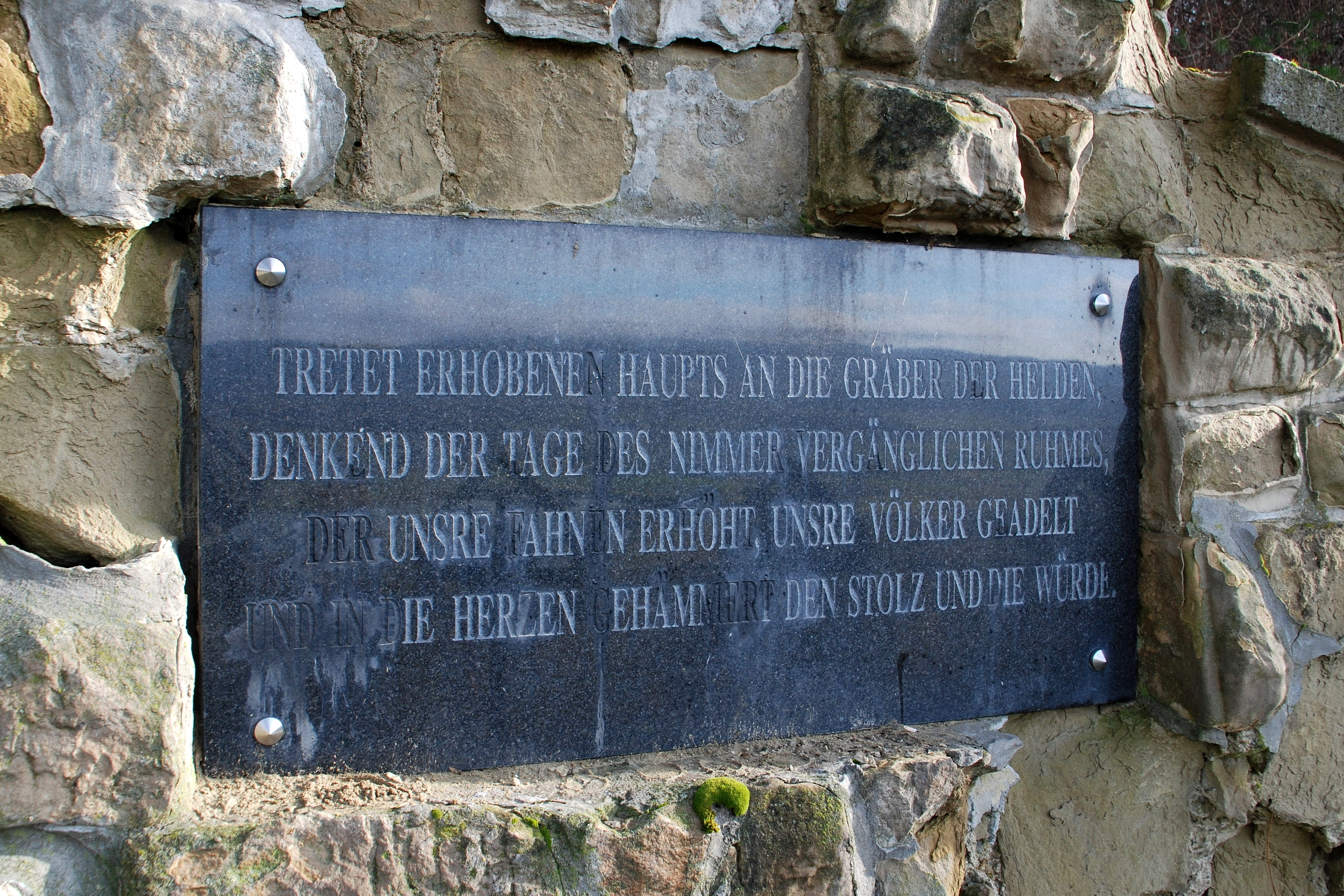
Tablica inskrypcyjna
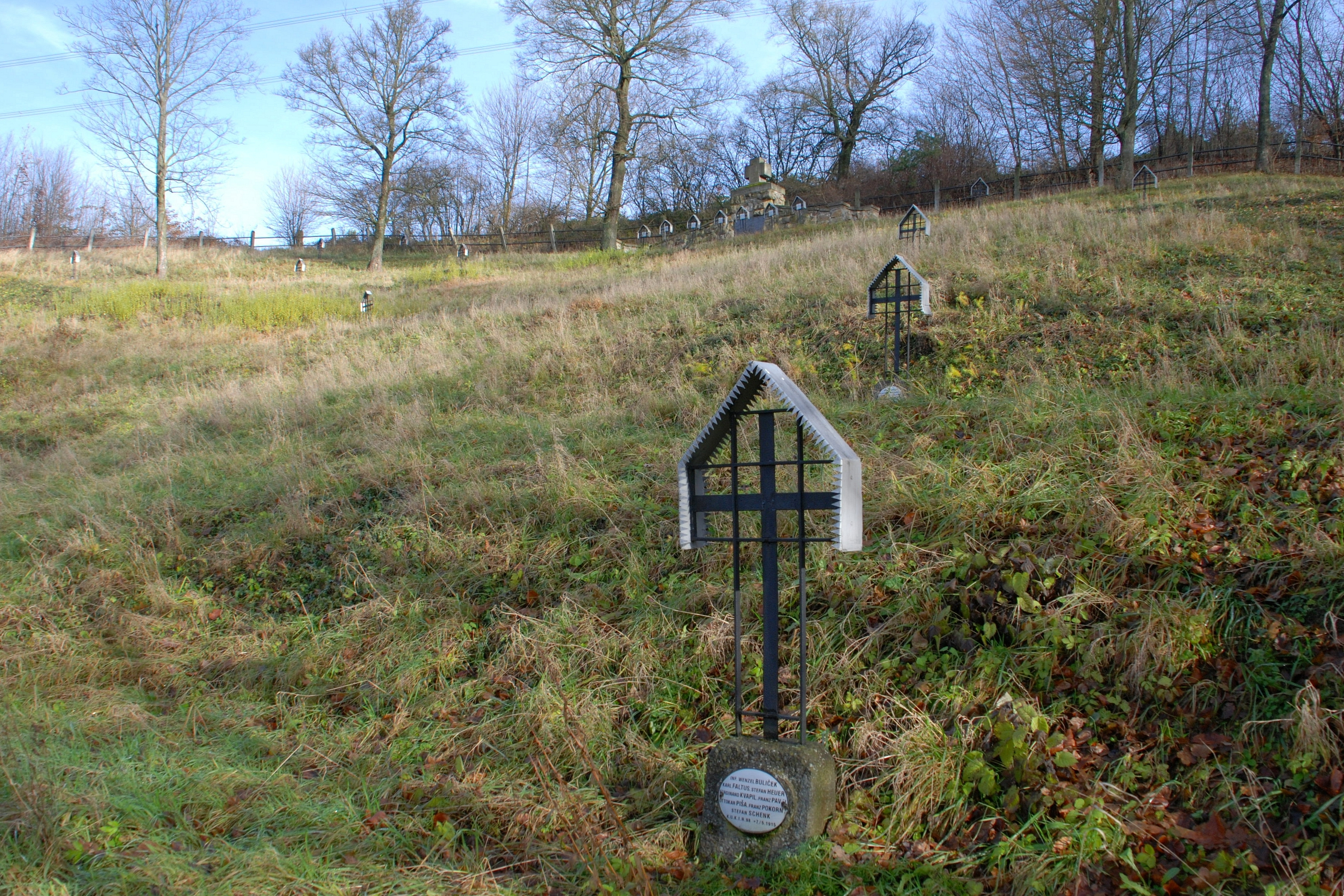
Widok ogólny (stan na 2017 r.)

## Uwaga
1. ↑  Oberjäger[10].
2. ↑  Feld-Jäger-Baone[10].
3. ↑  Reserve-Jäger (strzelec rezerwy)[10].
4. ↑  Landsturmmann (żołnierz pospolitego ruszenia)[10].
5. ↑  Infanterie-Regiment (pułk piechoty)[10].
6. ↑  Korporal (kapral)[10].
7. ↑  Reserve-Kadett[10] (kadet rezerwista).
8. ↑  Zugsführer (plutonowy)[10].
9. ↑  Landwehr-Inf.-Reg. (pułk piechoty Landwehry)[10].
10. ↑  Landsturmmann, Infanterist (żołnierz pospolitego ruszenia, piechur).
11. ↑  Reserve-Kanonier[10].
12. ↑  Feld-Haubitzen-Regiment[10].
13. ↑  Zugsführer, titular Feldwebel (plutonowy, tytularny sierżant)[10].
14. ↑  Leutnant(inne języki)[10] (podporucznik).
15. ↑  Unteroffizier[10].
16. ↑  Einjähriger Freiwilliger, Korporal, titular Feldwebel (jednoroczny ochotnik, kapral, tytularny sierżant)[10].
17. ↑  Offizier-Dienstbote (ordynans)[10].
18. ↑  Einjähriger Freiwilliger, Kadettaspirant[10] (jednoroczny ochotnik, Kadettaspirant).
19. ↑  Preussisches-Infanterie-Regiment (pruski pułk piechoty)[10]